# Julian Rotter
Julian B. Rotter (New York, 22 oktober 1916 – Mansfield, Connecticut, 6 januari 2014) was een Amerikaans gedragspsycholoog en persoonlijkheidspsycholoog in de cognitieve traditie. Hij is vooral bekend van zijn interpretatie van de sociale leertheorie en van zijn locus-of-controltheorie.

## Achtergrond
Rotter was de zoon van Joodse immigranten. Hij ging naar Brooklyn College, waar hij zijn minor behaalde. Hierna studeerde hij verder aan de universiteit van Iowa. Hij werd daar beïnvloed door Kurt Lewin en volgde colleges van onder anderen Skinner en Adler. Vooral de laatste beïnvloedde hem sterk in zijn latere theorieën. Na het behalen van zijn doctoraat aan deze universiteit adviseerde hij tijdens de Tweede Wereldoorlog het Amerikaanse leger. Hierna was hij enige tijd voorzitter van de sectie klinische psychologie aan de Ohio State University.
Rotter vervolgde zijn carrière aan de University of Connecticut, waar hij tot 1987 werkte. Bovendien was hij in die tijd ook nog een tijd voorzitter van onder meer de afdeling klinische psychologie van de American Psychological Association.

## Theorieën
Rotter richtte zich in eerste instantie op Adlers psychoanalytische visie op de persoonlijkheid, waarbij het conflict van het Ich met het Id en Über-ich centraal staat. Hij stapte hier snel vanaf en ontwikkelde toen een eigen theorie, die zich richt op sociale bevestiging, beloning en straf. Veel van de principes van Skinner en conditionering komen hierin terug. De sociale leertheorie van Rotter heeft veel weg van de self-efficacy theory van Albert Bandura, maar is niet hetzelfde.
Zijn latere aanvulling op deze theorie, de locus-of-controltheorie (LoC), wordt vaak aangemerkt als zijn theorie. De LoC gaat uit van persoonlijke attributies, waarmee het gedrag van iemand of het eigen verklaard wordt. Gedrag en uitkomsten van gedrag (efficiëntie van gedrag) kan een interne of externe locus (plaats) hebben en dus binnen of buiten de persoon liggen, en dit bepaalt of de persoon in kwestie al dan niet de beloning krijgt voor zijn gedrag (conditionering). Personen verschillen in het feit of zij vaker een interne of externe locus toewijzen aan bepaalde uitkomsten, en dit bepaalt (een deel van) de persoonlijkheid.